# Tuʻi Tonga Fefine
Tuʻi Tonga Fefine var en kunglig och religiös titel i det gamla Tonga. Det var titeln som tillföll den äldsta dottern till Tu'i Tonga, Tongas andlige ledare. Tuʻi Tonga Fefine stod över äktenskap, men kunde ta älskare som hon önskade. Hon innehade rikets högsta andliga ställning fram till att hon födde en dotter, som då tilldelades titeln Tamaha, en titel vars andliga status överträffade hennes. 